# Baricitinib
Baricitinib, vândut printre altele sub numele de marcă Olumiant, este un medicament utilizat pentru tratamentul artritei reumatoide, alopeciei areata și COVID-19. Acționează ca un inhibitor al janus kinazei (JAK), blocând subtipurile JAK1 și JAK2.

Baricitinib este aprobat pentru uz medical în Uniunea Europeană și în Statele Unite.